# Fundação Nacional do Índio
La FUNAI (Fundação Nacional do Índio) en español: Fundación Nacional del Indio es un organismo del gobierno de Brasil creado en 1967, en reemplazo del "Serviço de Proteção ao Índio" (SPI, en español: Servicio de Protección al Indio), el cual había sido fundado en 1910 bajo la dirección de Cândido Rondon. FUNAI se encarga de la política llevada a cabo con los pueblos indígenas brasileños, según lo establecido en la Constitución de 1988.
FUNAI lucha por la protección de los intereses indígenas y de su cultura. Su primer director fue Marshal Cândido Rondon, quien creó el lema de la agencia: «Muere si es necesario, pero no mates nunca».
Hoy en día FUNAI tiene su sede en Brasilia y se organiza bajo el ministro de Justicia. Es responsable de ocuparse de las cuestiones indígenas en Brasil, como por ejemplo la demarcación de las tierras tradicionalmente habitadas y usadas por los pueblos indígenas, la defensa de los derechos de los indígenas brasileños y otros asuntos que conciernen a la población indígena. Además se encarga de evitar que foráneos invadan las tierras indígenas, especialmente las de los indígenas no contactados o aislados.